# نيك كاسل
نيك كاسل (بالإنجليزية: Nick Castle)‏ مواليد 21 سبتمبر 1947 في لوس أنجلوس، هو ممثل ومخرج وكاتب سيناريو أمريكي.

## الأعمال
- الفتى الذي بإمكانه الطيران
- قصص مدهشة
- الرائد باين
- الفتى الذي بإمكانه الطيران
- هوك الانتقام من الكابتن هوك
- أوجست رش
- هالوين

## روابط خارجية
- نيك كاسل على موقع IMDb (الإنجليزية)
- نيك كاسل على موقع ألو سيني (الفرنسية)
- نيك كاسل على موقع أول موفي (الإنجليزية)
- نيك كاسل على موقع قاعدة بيانات الأفلام السويدية (السويدية)
- نيك كاسل على موقع إن إن دي بي (الإنجليزية)
- نيك كاسل على موقع ديسكوغز (الإنجليزية)
- نيك كاسل على موقع قاعدة بيانات الفيلم (الإنجليزية)
- نيك كاسل على موقع كينوبويسك (الروسية)
- نيك كاسل على موقع كينوبويسك (الروسية)